# Grigore Antipa
Grigore Antipa (27. listopadu 1867 Botoșani – 9. března 1944 Bukurešť) byl rumunský hydrobiolog a ekolog.
Vyrůstal v kultivovaném a kosmopolitním prostředí, jeho otec byl právník a starší bratr Nicolae Antipa se věnoval parazitologii. Díky jeho přímluvě Grigore studoval univerzitu v Jeně pod vedením Ernsta Haeckela. Působil na Helgolandu, ve Francii a v Itálii, na Capri popsal nový druh kalichovky Capria sturdzi. Byl propagátorem darwinismu, napsal odbornou studii o funkci brzlíku u ryb.
Po návratu do Rumunska založil v Bukurešti národní přírodopisné muzeum, které vedl od roku 1892 až do své smrti a které nese jeho jméno. Zmodernizoval muzejnictví díky používání diorámat, názorně představujících různé ekosystémy a jejich charakteristické živočichy. Věnoval se výzkumu dunajské delty a psal také o životě místních Lipovanů. Objevil holotyp hrouzka rumunského, který dostal na jeho počest vědecký název Romanogobio antipai. Přišel s koncepcí geonomie, tj. efektivního a zároveň maximálně šetrného využívání přírodních zdrojů. Díky jeho expertízám se stalo Rumunsko předním producentem rybího masa a kaviáru. V roce 1932 založil v Constantě biooceánografický ústav, stál také u zrodu Mezinárodní komise pro vědecký výzkum Středomoří.
Byl členem Rumunské akademie a akademie Leopoldina. Jeho portrét se objevil na bankovce v hodnotě 200 lei, která byla vydána v roce 1992, avšak kvůli vysoké inflaci byla po pěti letech stažena z oběhu. Jeho jméno nese také loď Grigore Antipa, užívaná k výzkumu Černého moře.